# Хенниг, Курт

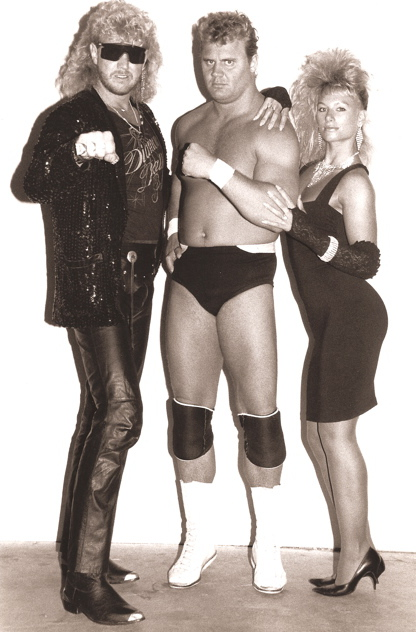
Даймонд Даллас Пейдж, Курт Хенниг и Бриллиантовая кукла Тоня, 1988 год

Кёртис Майкл Хенниг (англ. Curtis Michael Hennig, 28 марта 1958, Роббинсдейл, Миннесота — 10 февраля 2003, Тампа, Флорида) — американский рестлер, менеджер и комментатор.
Известен по выступлениям в American Wrestling Association (AWA), World Wrestling Federation (ныне WWE), World Championship Wrestling (WCW) и Total Nonstop Action Wrestling (TNA) под своим настоящим именем. В WWF получил прозвище «Мистер Совершенство» (англ. Mr. Perfect), которое позже стало его псевдонимом. Является сыном известного рестлера Ларри «Топора» Хеннига и отцом рестлера WWE Кёртиса Акселя.
Хенниг дебютировал в 1980 году и в течение десятилетия завоевал множество чемпионских титулов в Pacific Northwest Wrestling (PNW), так и в AWA. Он привлек к себе особое внимание, победив Ника Боквинкеля в борьбе за титул чемпиона мира в тяжёлом весе AWA в 1987 году, причем его 373-дневное чемпионство стало седьмым по продолжительности в истории. После этого Хенниг перешёл в WWF, где враждовал с Халком Хоганом за титул чемпиона WWF, и дважды выиграл титул интерконтинентального чемпиона WWF в тяжёлом весе, став самым долгим обладателем титула в 1990-х годах. Помимо завоевания многочисленных титулов в WCW в конце 1990-х годов, он также возглавлял группировку и кантри-группу West Texas Rednecks и был членом «Нового мирового порядка». Хенниг вернулся в WWF/E на короткий период в 2002 году. Позже он выступал хедлайнером на нескольких PPV-шоу TNA, претендуя на титул чемпиона мира NWA в тяжелом весе, до своей смерти 10 февраля 2003 года.
В 2007 году введён в Зал славы WWE Уэйдом Боггсом посмертно.

## Ранняя жизнь
Курт Хенниг родился 28 марта 1958 года, он сын рестлера Ларри «Топора» Хеннига. Хенниг с детства дружил с коллегой-рестлером Риком Рудом. Они учились в средней школе в его родном городе Роббинсдейл, Миннесота, вместе с Томом Зенком, Брэди Буном, Никитой Колоффом, Джоном Нордом, Дорожным воином Ястребом и Барри Дарсоу, которые все стали рестлерами.

## Карьера в рестлинге

### American Wrestling Association (1980—1982)
Под именем «Крутой» Курт Хенниг, он начал свою карьеру 30 января 1980 года в American Wrestling Association (AWA), промоушене, который сделал звездой его отца, Ларри «Топора» Хеннига.

### World Wrestling Federation (1981—1983)
Хенниг начал свою карьеру в WWF в 1981 году. Его первая победа была одержана над Джонни Родзом. Он зарекомендовал себя как многообещающий молодой рестлер, выступая против таких бойцов, как «Плейбой» Бадди Роуз, Грег Валентайн и Киллер Хан. В конце концов, его поставили в пару с другим молодым новичком, Эдди Гилбертом, сыном легенды рестлинга Томми Гилберта.

### Pacific Northwest Wrestling (1982—1988)
В 1982 году Хенниг объединился со своим отцом, Ларри, и выиграл титул командных чемпионов NWA Pacific Northwest, победив Рипа Оливера и Мэтта Борна 27 апреля. Позже он выиграл титулы с Бадди Роузом и Скоттом Макги в 1983 году. С 1984 по 1988 год он периодически выступал за компанию. В это время он работал в New Japan Pro-Wrestling и различных территориях, таких как NWA St. Louis, Central States Wrestling и Continental Wrestling Association.

### Возвращение в AWA (1983—1988)
Хенниг вернулся в AWA в 1983 году. Со временем он стал одной из главных звезд промоушена, выиграв со Скоттом Холлом титул командных чемпионов мира AWA, победив «Великолепного» Джимми Гарвина и «Мистера Электричество» Стива Ригала 18 января 1986 года в Альбукерке, Нью-Мексико.
Позже он возобновил свою сольную карьеру в AWA, кульминацией которой стала победа над легендарным Ником Боквинкелем за титул чемпиона мира AWA в тяжелом весе на SuperClash 2 мая 1987 года с помощью Ларри Збышко, который при этом стал хилом. Хенниг, вместе со своим отцом Ларри, вступил в длительную вражду с Грегом Ганье и его отцом Верном Ганье. С 27 декабря 1987 года его начали связывать с Мадусой Микели, чемпионкой мира AWA среди женщин. Хенниг и Мадуса присоединились к «Алмазной бирже», группировкой под руководством Даймонда Далласа Пейджа.
Хенниг удерживал титул чемпиона мира AWA в тяжелом весе около 53 недель, после чего 9 мая 1988 года проиграл его Джерри Лоулеру. Как и многие другие звезды AWA того времени (включая Халка Хогана, Рика Мартела и «Рокеров»), Хенниг ушёл из AWA в WWF.

### Возвращение в WWF

#### Беспроигрышная серия (1988—1990)
Хенниг вернулся в WWF в середине 1988 года на WrestleFest, где он победил Терри Тейлора. Хенниг вернулся на телеэкраны 11 сентября в эпизоде All-American Wrestling, победив Рона Ровишода. 1 октября в эпизоде Superstars начался показ виньеток, в которых он был представлен в новом образе высокомерного хвастуна, утверждавшего, что он способен выполнять сложные задачи «идеально», получив прозвище «Мистер Совершенство», которое в 1989 году стало его именем, а использование настоящего имени было прекращено. Он представлял себя превосходным в спорте и во всем, что он делал. В этих клипах он показывал, как делает баскетбольные броски с центра площадки, играет в боулинг со счетом 300, управляет столом в бильярде, бросает и ловит свой собственный футбольный пас, бьет хоумраны и попадет в яблочко в дартсе. Вместе с Хеннигом в этих виньетках снялись звезды различных спортивных лиг, включая Уэйда Боггса (MLB), Стива Джордана (NFL) и Майка Модано (NHL). Хенниг впервые выступил в роли Мистера Совершенство 4 октября в эпизоде Prime Time Wrestling, где он победил Джима Брунзелла.
Хенниг дебютировал на PPV на Survivor Series и участвовал в традиционном матче Survivor Series в составе Андре Гиганта, Рика Руда, Дино Браво и Харли Рейса против команды Джима Даггана, Джейка Робертса, Кена Патеры, Тито Сантаны и Скотта Кейси. Хенниг победил вместе с Браво. Более года он оставался непобежденным на телевидении, побеждая рестлеров среднего уровня, включая Коко Би Уэйра, Блю Блейзера, Красного Петуха, Джимми Снуку, Тито Сантану и Брета Харта в течение 1989 года.
В эпизоде Superstars от 7 октября Мистер Совершенство начал появляться вместе с Гением, высокомерным, читающим стихи ученым и начал соперничать с Халком Хоганом за титул чемпиона WWF. Их соперничество разгорелось, когда Гений победил Хогана по отсчёту при содействии Хеннига 25 ноября на Saturday Night’s Main Event XXIV, и дуэт украл пояс Хогана и уничтожил его за кулисами. Мистер Совершенство и Хоган не соревновались на телевидении до 15 января 1990 года, когда Хенниг получил свою первую возможность побороться за титул чемпиона WWF против Хогана на прямой телетрансляции на MSG Network, и это был его первый телевизионный матч против Хогана, который он выиграл по дисквалификации.
На Royal Rumble Совершенство атаковал противника Гения, Брутуса Бифкейка, после их матча, что положило начало вражде между ними. Позже в ту же ночь Совершенство принял участие в матче «Королевская битва» в качестве участника под номером 30. Он расправился с Риком Рудом и дошёл до финальной двойки, где был выброшен Хоганом. Беспроигрышная серия Хеннига закончилась, когда он потерпел свое первое поражение на телевидении против интерконтинентального чемпиона WWF Последнего воина в специальном выпуске MSG Network 19 марта. Его первое поражение в одиночном матче на национальном телевидении было против Брутуса Бифкейка на «Рестлмании VI». Хоган свел счеты с Мистером Совершенство в матче между ними 28 апреля на Saturday Night’s Main Event XXVI, в котором Хоган впервые на телевидении удержал Хеннига. После поражения Хогану Совершенство тихо прекратил свое сотрудничество с Гением.

## Личная жизнь
Хенниг был женат на Леонисе Леонард. У них было четверо детей: Джозеф, Эми, Кайт и Хэнк. Джозеф и Эми — рестлеры. Помимо жены и четырёх детей, Хеннига пережили его родители, Ларри и Айрин; два брата, Рэнди и Джесси; и две сестры, Сандра и Сьюзен.

## Смерть
10 февраля 2003 года Хенниг был найден мёртвым в гостиничном номере в Тампе, штат Флорида. Ему было 44 года. Причиной смерти стала передозировка кокаина. Его отец сказал, что стероиды и болеутоляющие средства также способствовали смерти.

## Стиль
Коронные приёмы
- Perfect-Plex (WWF) / Hennig-Plex (WCW) (Fisherman Suplex)[1][3]

Любимые приёмы
- Atomic drop[26]
- Backhand chop[1]
- Bridging belly to back suplex[27]
- Дропкик[1][28]
- Figure four leglock[29]
- Forearm smash[30]
- Hip toss[31]
- Indian deathlock[32]
- Kneebar[1]
- Knee drop[1]
- Seated senton[26][29][33]
- Sleeper hold[33]
- Snapmare[1][26][29]
- Spear[1]
- Spinning toe hold[29]
- Standing headscissors[26]
- Swinging knee lift[1][26]

## Титулы и награды
- American Wrestling Association
  - Чемпион мира в тяжёлом весе AWA (1 раз)[1][34]
  - AWA World Tag Team Championship (1 раз)[35] — со Скоттом Холлом[1]
- Future of Wrestling
  - FOW Heavyweight Championship (1 раз)[1][36]
- i-Generation Superstars of Wrestling
  - i-Generation World Heavyweight Championship (2 раза)[1][37]
- Main Event Championship Wrestling
  - MECW Heavyweight Championship (1 раз)[1][38]
- Pacific Northwest Wrestling
  - NWA Pacific Northwest Heavyweight Championship (1 раз)[1][39]
  - NWA Pacific Northwest Tag Team Championship (3 раза)[40]
- Pro Wrestling Illustrated
  - Самый прогрессирующий рестлер года (1987)[41]
  - PWI ставит его под № 9 в списке 500 лучших рестлеров 1993 года[42]
  - PWI ставит его под № 55 в списке 500 лучших рестлеров 2003 года[43]
  - PWI ставит его команду со Скоттом Холлом под № 98 в списке 100 лучших команд 2003 года[44].
- World Championship Wrestling
  - Чемпион Соединённых Штатов WCW в тяжёлом весе (1 раз)[1][45]
  - Командный чемпион мира WCW (1 раз)[46] — с Барри Уиндемом[1]
- World Wrestling Council
  - WWC Universal Heavyweight Championship (1 раз)[47]
- World Wrestling Federation/World Wrestling Entertainment
  - Интерконтинентальный чемпион WWF (2 раза)[1][48]
  - Член Зала cлавы WWE (2007)[1][3]
- Wrestling Observer Newsletter
  - Самый прогрессирующий рестлер года (1983)